# Texas Instruments TI-V200

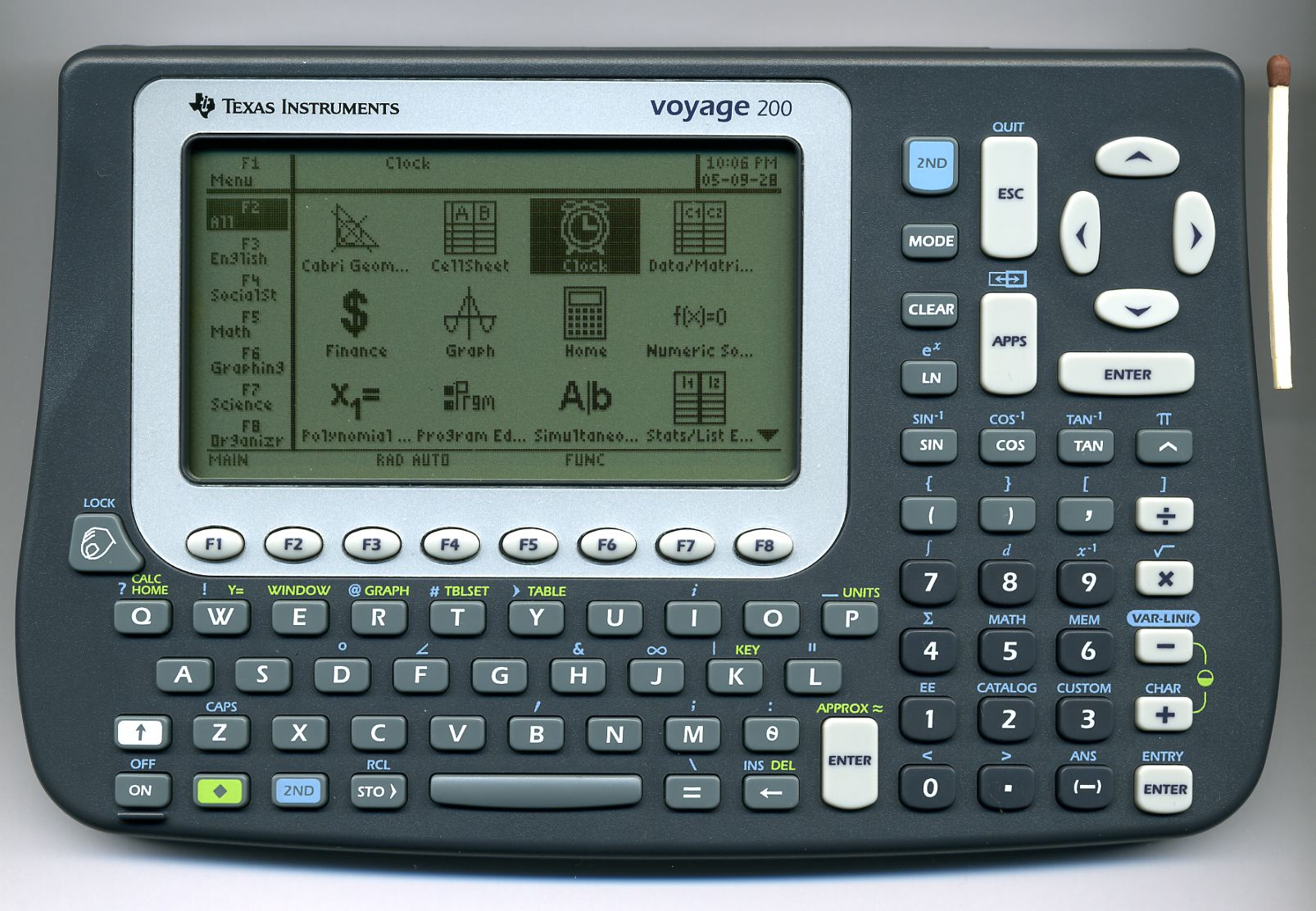
Texas Instruments Voyage 200

La Voyage 200 PLT (TI-V200) è una calcolatrice grafica programmabile, evoluzione della calcolatrice programmabile TI-92 Plus di Texas Instruments.
Conserva tutte le funzionalità di questa calcolatrice, aggiungendo memoria flash (2.7 mb), e un design più compatto ed ergonomico.

Poiché è più larga che alta si presenta in forma orizzontale.

Ha comunque il medesimo schermo, lo stesso processore e la stessa tastiera, ma i tasti sono disposti diversamente e in posizione più comoda.
Tra le sue caratteristiche principali, notevoli sono le capacità di calcolo simbolico (analisi, integrazione, derivazione, operazioni con numeri complessi) in modalità pretty print (che simula la tradizionale grafia matematica riportata sui libri), diversi moduli grafici (funzioni ed equazioni, equazioni parametriche, successioni, equazioni differenziali, grafici statistici).

Successivamente alla Voyage 200, Texas Instruments ha commercializzato la calcolatrice TI-89 Titanium, che ha le stesse funzioni, ma un formato più compatto. Anche i programmi per le due calcolatrici sono in buona parte compatibili.

## Caratteristiche tecniche
- Processore: Motorola 68000 a 12 MHz.
- RAM: 256 Kb ambiente e 188 Kb utilizzabili dall'utente.
- Memoria flash: 2.7 Mb di cui 1 Mb usabili per l'archivio dei dati (il resto è riservato alle "Flash Apps").
- Schermo: LCD 240 × 128 pixels (larghezza x altezza), monocromatico (nero) con contrasto regolabile. Alcuni programmi possono visualizzare scale di grigi supplementari.
- Tastiera: QWERTY e tastierino numerico con funzioni attivabili con tasti modificatori (2nd, "diamond", shift) e caratteri greci
- Calcoli simbolici in modalità "pretty print" (disabilitabile).
- Orologio e data.
- Batterie: 4 ministilo + 1 al litio (backup), per una durata di 1300 ore circa (variabili con l'uso).
- Autospegnimento con APD.
- Collegabile a computer tramite adattatore USB-minijack TI-Graph Link e software TI-Connect.
- Collegabile ad unità esterna per presentazione (TI Presenter) e lavagna luminosa (ViewScreen), CBL 2/CBL (Calculator-Based Laboratory e Calculator-Based Ranger) di TI.
- Flash ROM aggiornabile via software.

## Flash Apps
Di serie (o nel CD-Rom in dotazione, o anche scaricabili nel sito web di Texas Instruments, la Voyage 200 PLT (TI-V200) è dotata delle applicazioni: Home, Clock, Y=Editor, Table, Data/Matrix Editor, Graph, Program Editor, Finance, NoteFolio, Numeric Solver, Simultaneous Equation Solver, Polynomial Root Finder, Stats/List Editor, Text Editor, Cabri Geometry, Calculus Tools.

## Programmazione
Il linguaggio di programmazione di default è il TI-Basic, molto indicato per semplici programmi. Nella Voyage 200 TI-Basic consente di programmare tutte le funzioni della calcolatrice, anche quelle grafiche e di trasferimento dati.

Il compilatore TIGCC permette la programmazione in assembler o in C. La Voyage 200 non ha bisogno di Fargo per eseguire i programmi in assembler, diversamente dalla TI-92. Tuttavia i programmi in assembler non possono essere creati e modificati nella calcolatrice, come invece avviene con TI Basic e Program Editor.

Altri tools permettono lo sviluppo di applicazioni Flash (TI Flash Studio).

I programmi (basic, asm, Flash) si possono installare da computer tramite l'adattatore USB-minijack TI-Link e il software TI-Connect fornito da Texas Instruments.